# 平均律
平均律（へいきんりつ）（英: equal temperament）は、オクターヴを均等に分割した音律。西洋音楽で用いられる十二平均律がよく知られているが、その他にも多種類が考案されている。

## 十二平均律
十二平均律とは、1オクターヴを12等分した音律である。隣り合う音（半音）の周波数比は等しく{\displaystyle {\sqrt[{12}]{2}}:1}（100セント）となる。
1オクターヴを12等分するという方法による十二平均律では、1度(ユニゾン)と8度(オクターヴ)を除いて簡単な整数比率による純正な音程は得られない。その代わりピタゴラス音律や中全音律で生じる著しく誤差の大きな音程（ウルフ）によって妨げられること無く、全ての調で演奏が可能で、転調や移調が自由に行える。十二平均律では半音の大きさは均一であり、異名同音は実際に同じ音となる。十二平均律はピタゴラス音律を調整してピタゴラスコンマを全ての完全5度に均等に拡散した音律であると考えることもできる。その結果、十二平均律の完全5度は純正音程から1/12ピタゴラスコンマ分狭くなっているものの、その差は比較的少ない。一方で長短の3度は、ピタゴラス音律よりは純正音程に近いが、依然として差が大きい。
平均律はギターなどのフレット式弦楽器との親和性が高い。楽器の調律において、純正な音程は2つの音を同時に出し倍音のうなりが消えるようにすることで調律できるが、平均律ではユニゾンとオクターヴ以外に純正な音程が存在しないため、鍵盤楽器などの調律は容易ではない。一方、フレット式楽器やモノコードなどでは、幾何的に弦の分割点を設定することで平均律を実現できる。また、フレット式楽器では、平均律以外の半音の音程が一定でない音律では、各弦に対するフレット間隔が揃わず、直線のフレットを用いるには不都合である。
| 音程     | 十二平均律による値                            | 数値     | セント値 | 純正音程                                                               | 純正音程のセント値 | セント値の差 (純正)-(平均) |
| -------- | --------------------------------------------- | -------- | -------- | ---------------------------------------------------------------------- | ------------------ | -------------------------- |
| 完全一度 | {\displaystyle 2^{0/12}=1}                    | 1.000000 | 0        | {\displaystyle {\begin{matrix}{\frac {1}{1}}\end{matrix}}} = 1.0000000 | 0.00               | 0                          |
| 短二度   | {\displaystyle 2^{1/12}={\sqrt[{12}]{2}}}     | 1.059463 | 100      | {\displaystyle {\tfrac {16}{15}}} = 1.06666…                           | 111.73             | +11.73                     |
| 長二度   | {\displaystyle 2^{2/12}={\sqrt[{6}]{2}}}      | 1.122462 | 200      | {\displaystyle {\tfrac {9}{8}}} = 1.1250000                            | 203.91             | +3.91                      |
| 短三度   | {\displaystyle 2^{3/12}={\sqrt[{4}]{2}}}      | 1.189207 | 300      | {\displaystyle {\tfrac {6}{5}}} = 1.2000000                            | 315.64             | +15.64                     |
| 長三度   | {\displaystyle 2^{4/12}={\sqrt[{3}]{2}}}      | 1.259921 | 400      | {\displaystyle {\tfrac {5}{4}}} = 1.2500000                            | 386.31             | -13.69                     |
| 完全四度 | {\displaystyle 2^{5/12}={\sqrt[{12}]{32}}}    | 1.33484  | 500      | {\displaystyle {\tfrac {4}{3}}} = 1.33333…                             | 498.04             | -1.96                      |
| 三全音   | {\displaystyle 2^{6/12}={\sqrt {2}}}          | 1.414214 | 600      | {\displaystyle {\tfrac {45}{32}}} = 1.4062500                          | 590.22             | -9.78                      |
| 完全五度 | {\displaystyle 2^{7/12}={\sqrt[{12}]{128}}}   | 1.498307 | 700      | {\displaystyle {\tfrac {3}{2}}} = 1.5000000                            | 701.96             | +1.96                      |
| 短六度   | {\displaystyle 2^{8/12}={\sqrt[{3}]{4}}}      | 1.587401 | 800      | {\displaystyle {\tfrac {8}{5}}} = 1.6000000                            | 813.69             | +13.69                     |
| 長六度   | {\displaystyle 2^{9/12}={\sqrt[{4}]{8}}}      | 1.681793 | 900      | {\displaystyle {\tfrac {5}{3}}} = 1.66666…                             | 884.36             | -15.64                     |
| 短七度   | {\displaystyle 2^{10/12}={\sqrt[{6}]{32}}}    | 1.781797 | 1000     | {\displaystyle {\tfrac {16}{9}}} = 1.77777…                            | 996.09             | -3.91                      |
| 長七度   | {\displaystyle 2^{11/12}={\sqrt[{12}]{2048}}} | 1.887749 | 1100     | {\displaystyle {\tfrac {15}{8}}} = 1.8750000                           | 1088.27            | -11.73                     |
| 完全八度 | {\displaystyle 2^{12/12}={2}}                 | 2.000000 | 1200     | {\displaystyle {\tfrac {2}{1}}} = 2.0000000                            | 1200.00            | 0                          |

### 歴史
中国では、
明代後期の朱載堉（1536年 - 1611年）は、伝統的な十二律の求め方である三分損益法を批判し、万暦12年（1584年）に『律学新説』の中で、新しい方法「新法密率」を提唱した。これが2の12乗根に基づく平均律の算出の最初の例である。朱載堉の計算方法は、まずオクターヴを平方根で2等分して増4度/減5度（3全音）を得、次いでそれを平方根で2等分して短3度（1全音と半音）を得、最後にこれを立方根で3等分して短2度（半音）を得るものである。彼はその計算結果を25桁の数で記述した。

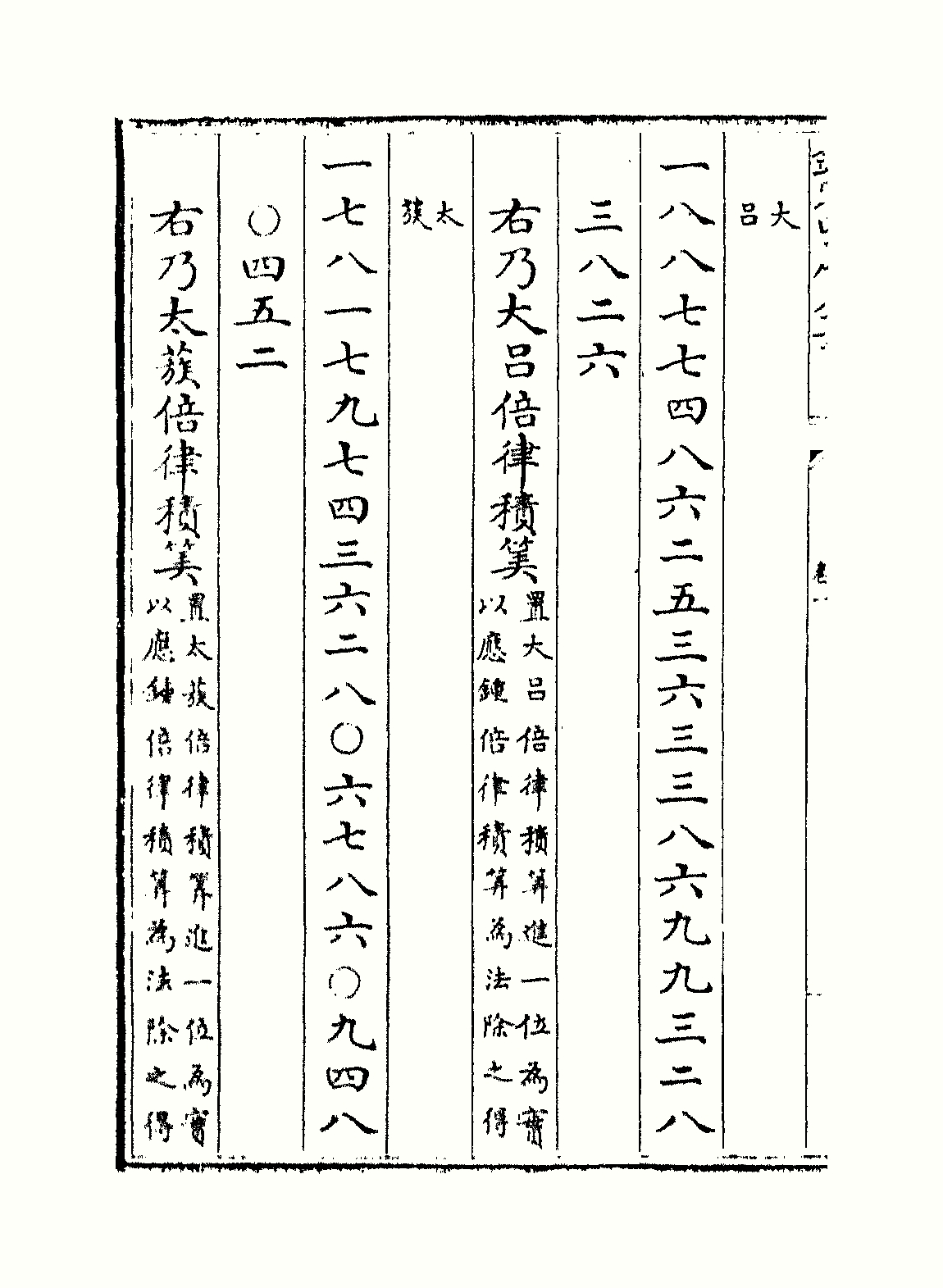
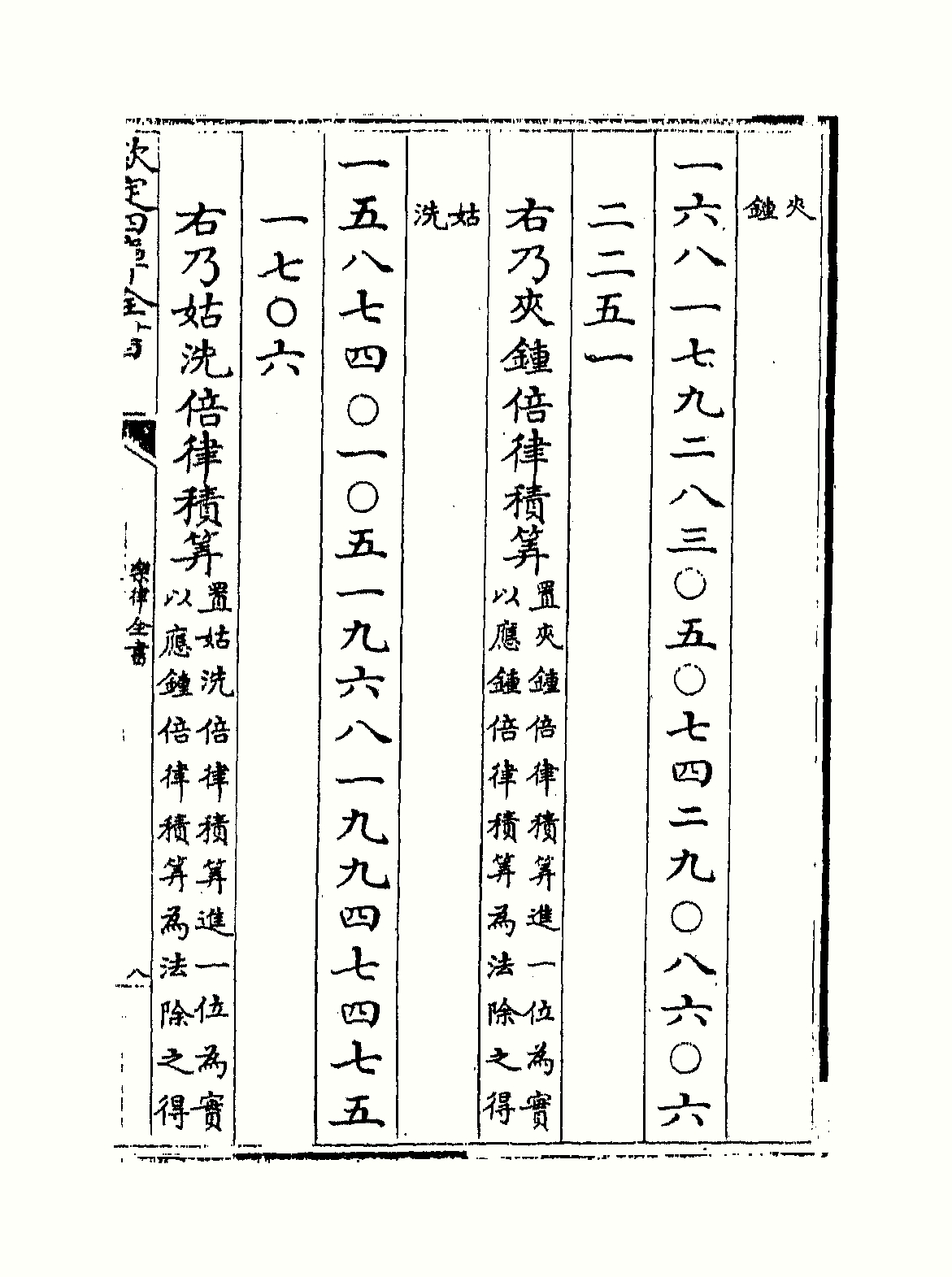
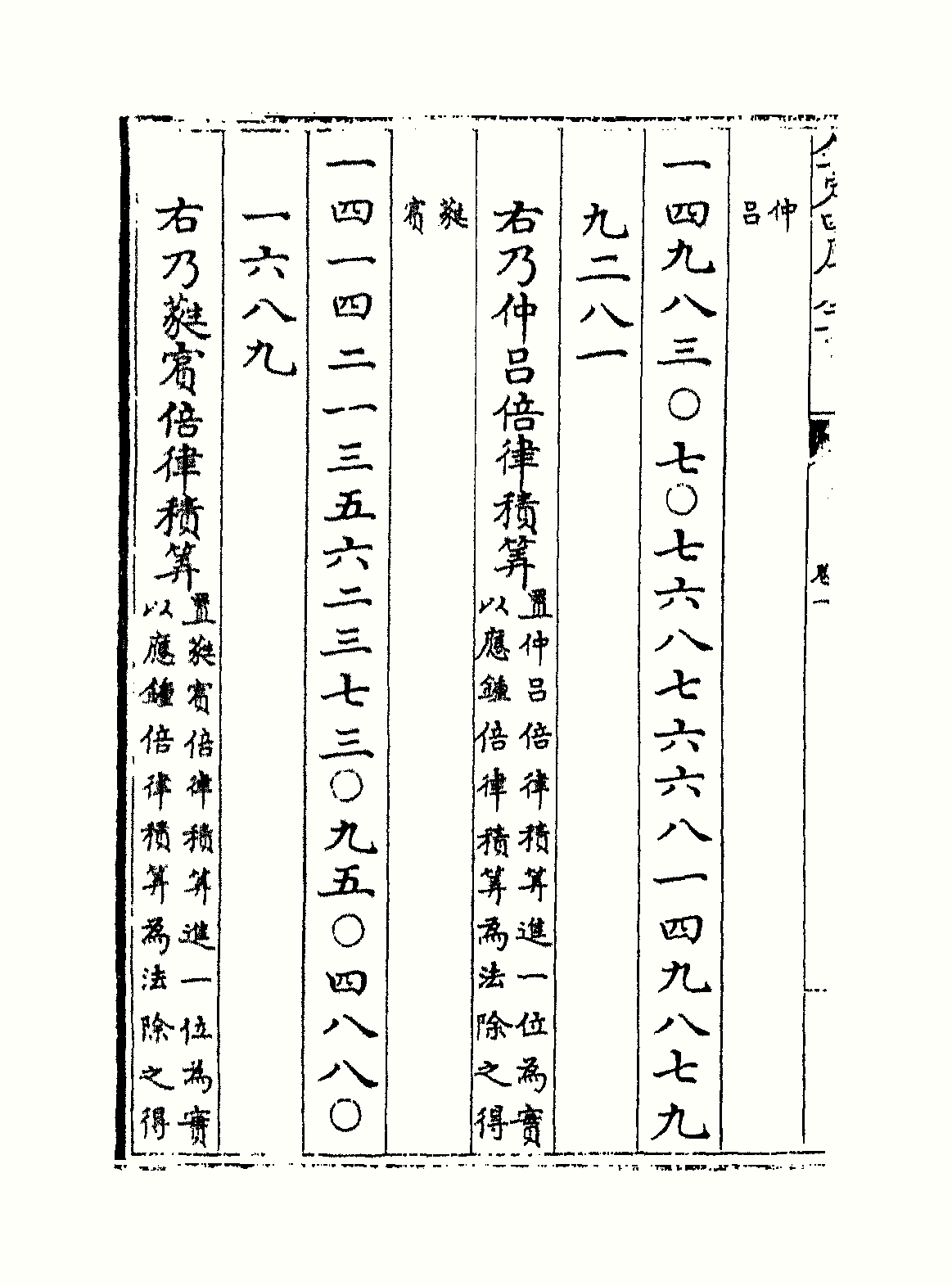
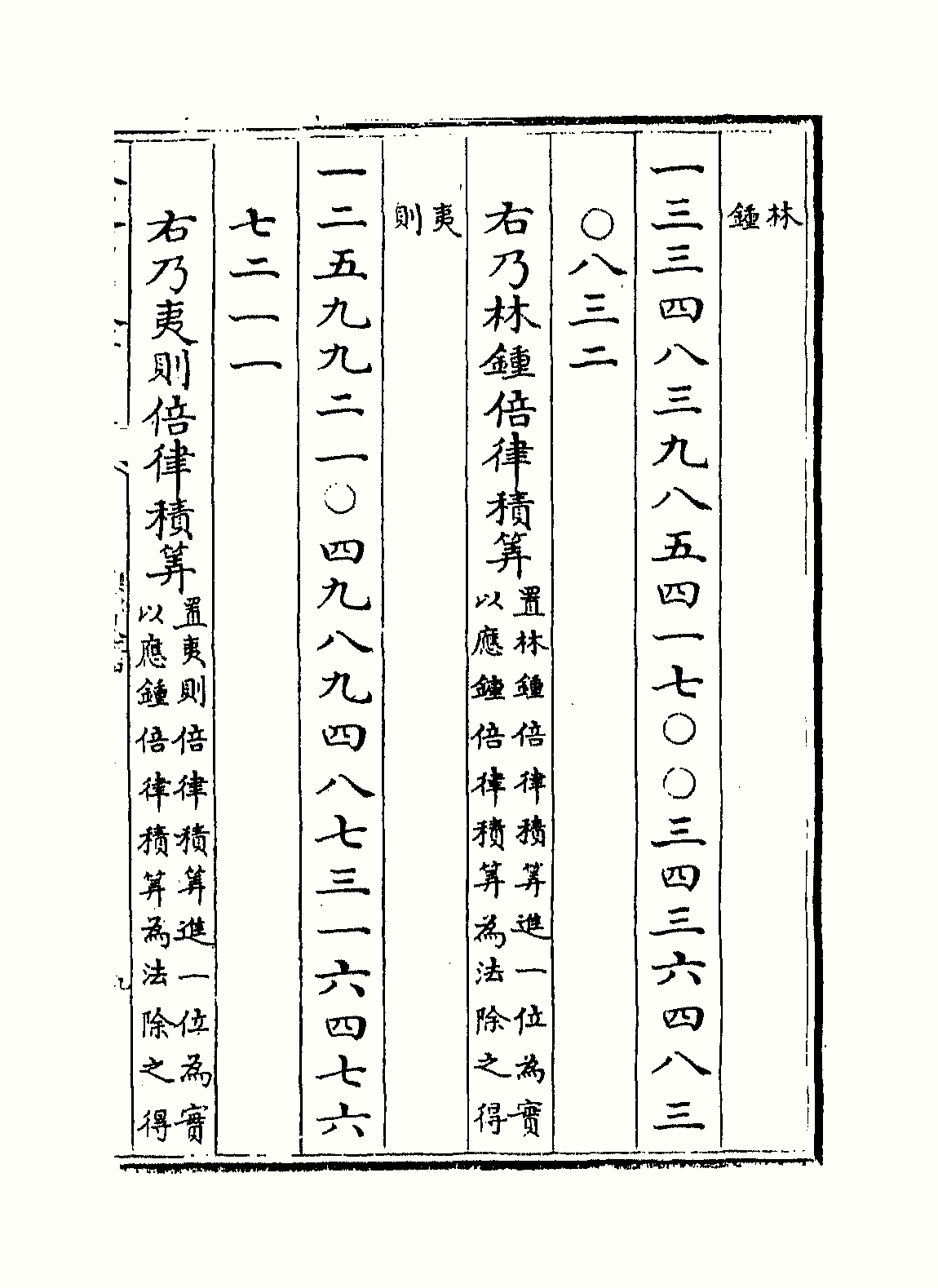
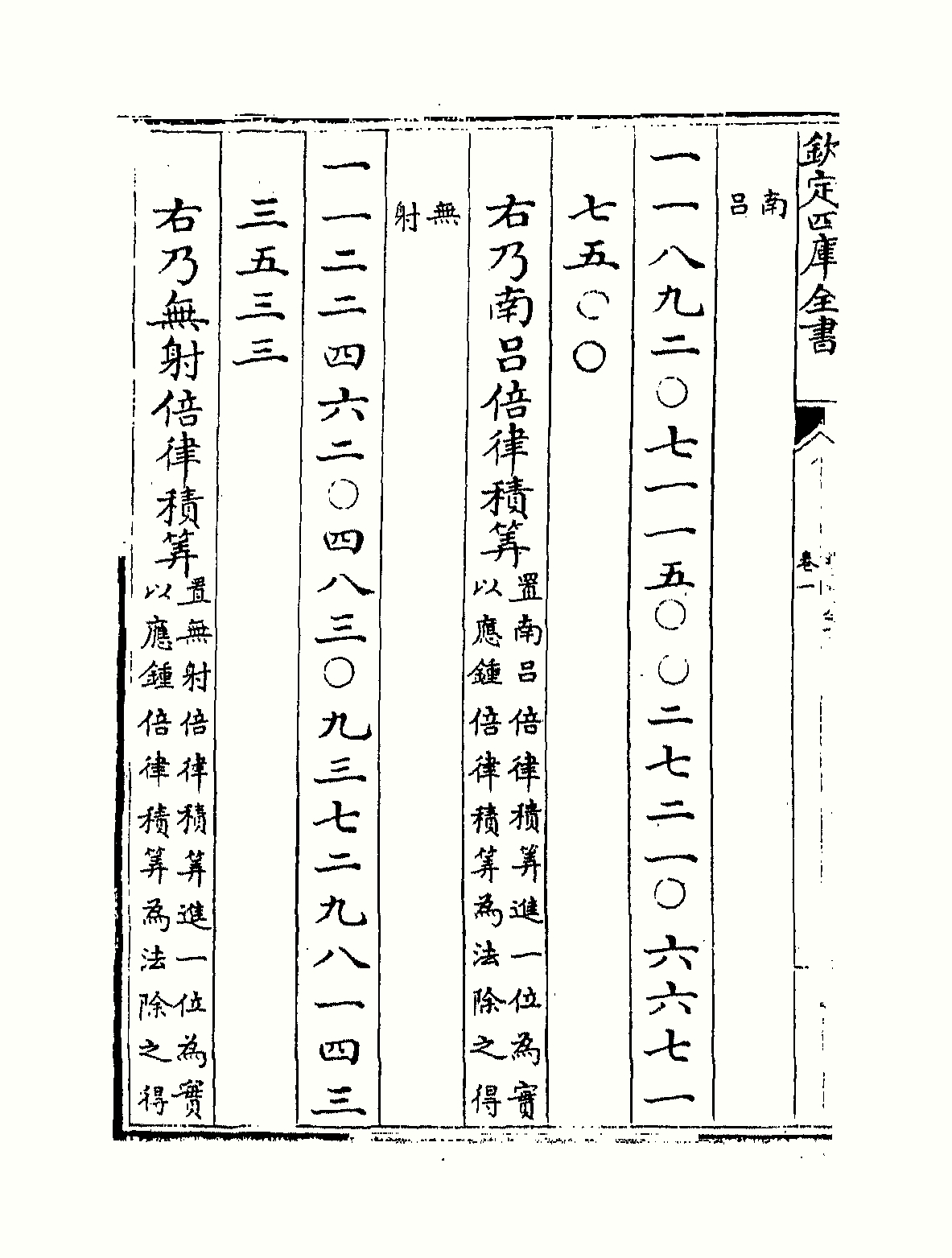
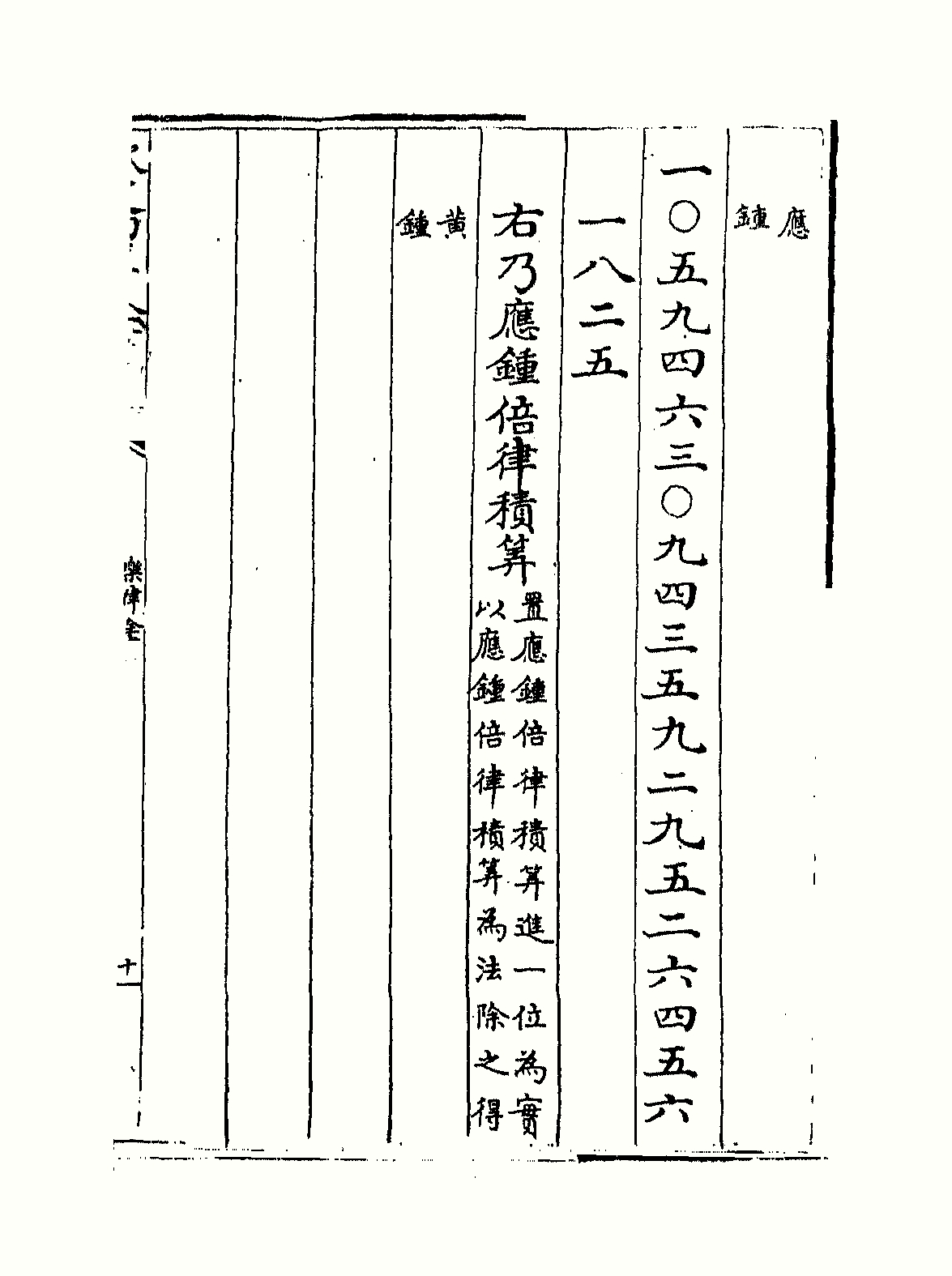
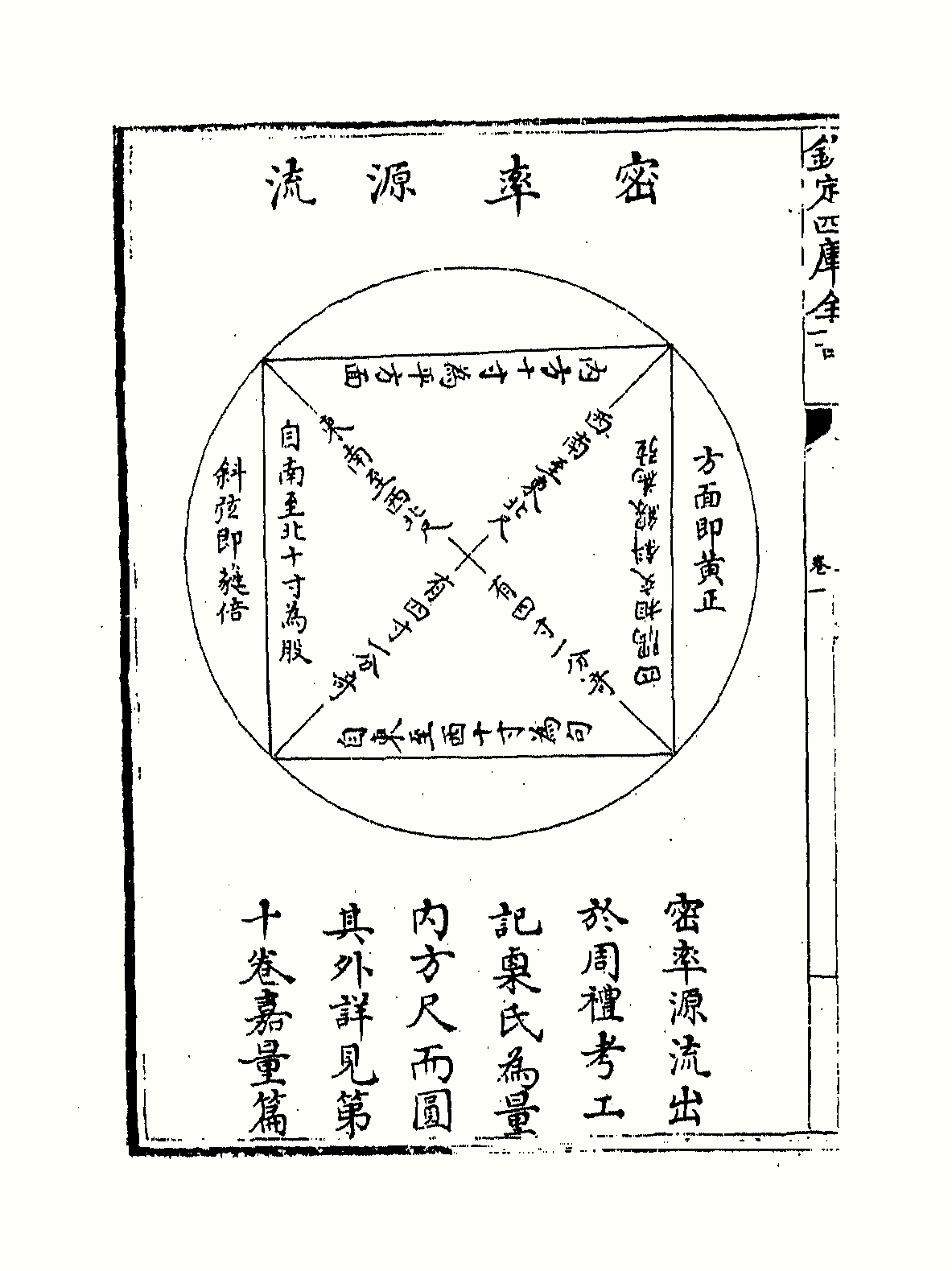

この背景としては、まず前漢末の京房によるピタゴラス・コンマの認識があった。京房の解決では『続漢書』や『宋書』の律暦志にあるように、従来の三分損益を多重に繰り返して近似精度を高めて六十律を作り、南北朝時代の宋の元嘉年間の銭楽之は更にそれを推し進めて三百六十律を作ったが、煩雑すぎていずれも実際の音楽の演奏には利用されずに終わった。元嘉24年（447年）ころに何承天（370年 - 447年）は、ピタゴラス・コンマに相当する律管の長さを12で割り、各々の音に割り振った。これは十二平均律とは異なるが、従来の三分損益を絶対視する考えからは一歩踏み出している。また、三分損益よりはかなり十二平均律に近い。
これら理論的な取り組みとは別に、実践家は現実的な解決方法を発達させていたと思われる。泰始十年(二七五)、理論家の荀勗・張華と演奏家の列和の間で論争があった。前者の理論的な論難に対し、後者は笛家の相伝の技法で問題なく調律ができるとしている。朱載堉も、「俗工の口伝、従りて来たるを知るなきも、疑うらくは古人の遺法はかくのごときならん....その下俚なるをもってこれを忽せすべからず」 (『律学新説』巻一「密率律度相求」,　堀池, 2010より転載）と述べている。当時の実践家が経験的に十二平均律に近い技法を用いていており、それに朱載堉が影響をうけた可能性がある(堀池、2010)。
だが、朱載堉の後、彼の理論は定着しなかった。清の康熙帝の勅命により編纂された『律呂正義』前篇では、一部彼の理論を取り入れるものの、結局は伝統的な三分損益を選んでいる（田中, 2015)。
日本では和算家の中根元圭が『律原発揮』（元禄5年、1692年）において、1オクターヴを12乗根に開き平均律を作る方法を発表した。
インドでははっきりしないが、カルナータカ音楽（南インド古典音楽）の世界における17世紀の理論家ヴェーンカタマキーの72メーラカルタ理論（Asampurna Melakarta）は、オクターヴを12半音に分ける考え方をとっている。
古代ギリシャでは、ピタゴラス・コンマは、伝ユークリッド『音響学』で指摘されている。アリストクセノス（前4世紀ごろ）は「5度は4度よりも全音大きく、4度は2全音半に相当し、全音は2つの等しい半音、3つの等しい3分音、4つの等しい4分音に分かれる」と記述した。アリストクセノスはオクターヴを12等分するという意味での平均律は記述していないが、「全音は半音2つ」という規定は平均律と共通している。ピタゴラス音律では2半音は全音にならない。ただし、アリストクセノスは数比による音楽理論に積極的でなく、上記の議論も数理的な見通しがあったわけではない。
ヨーロッパで最初に平均律を2の12乗根に基づいて算出したのはシモン・ステヴィン（1548年 - 1620年）で、彼は未完成の手稿 Van de Spiegheling der singconst （1605年頃）において、オクターヴを10000:5000として平均律を記述した。ステヴィンの平均律の理論値からの誤差は±0.43セント未満である。後にマラン・メルセンヌ（1588年 - 1648年）が Harmonie universelle （1636年）においてオクターヴを2000000:1000000として平均律を記述した。
ヨーロッパにおいて、リュートやギター、ヴィオラ・ダ・ガンバなどのフレット式の弦楽器は、16世紀には平均律が一般的に使用されていた可能性が高い。マルティン・アグリコラは Musica instrumentalis deudsch （1545年）で「リュート奏者やヴィオラ・ダ・ガンバ奏者の大多数は、全てのフレットを等しくする……それぞれのフレットは小半音となる」と述べている。ヴィンチェンツォ・ガリレイは『新旧音楽の対話』（1581年）の中で、半音を18:17（99.7セントで約100セント）とするフレット装置法を記しており、これによって実用的に十分な精度で平均律によるフレットの位置決めが可能である。彼はリュートの音律は鍵盤楽器とは異なるとして、不均一なフレットで大小の半音を得たり、補助フレットを追加したりすることを批判している。ホアン・カルロス・アマートのギター教本『ギターラ・エスパニョーラ』（1596年）では、24のすべての調の三和音の奏し方が左手の指の押さえ方を示す図表を用いて記されており、それらに番号を振ることで任意の調における一定の和音の進行が一覧表にして示されている。中全音律で調律されていたであろう鍵盤楽器との合奏における、音律の不一致による問題は16世紀中葉から報告されている。
鍵盤楽器においても、17世紀初頭には一定の精度で、また一定の範囲で平均律が実用化されていたと主張する専門家もおり、ジローラモ・フレスコバルディ（1583年 - 1643年）やヨハン・ヤーコプ・フローベルガー（1616年 - 1667年）がすでに平均律を使用していたという説もある (Lindley 1980)。ジャン＝フィリップ・ラモーは『和声の生成』（1737年）において平均律を推奨し、「任意のキーを決め、そこから正確な五度を調律し、それをほんのわずか狭くする。こうしてある五度から別の五度へ低い方から高い方へ最後の五度まで行なう」という形で実践的な調律法を述べている。ダニエル・ゴットロープ・テュルクの『クラヴィーア教本』（1789年）の記述によれば、ヨハン・フィリップ・キルンベルガーが『純正作曲の技法』（1771 - 79年）の中で、平均律は必ずしも有益ではないとして、自身の考案した不均等律（キルンベルガー第二法）を推奨した当時には、既に平均律がほぼ一般的に受け入れられていた。一方でイギリスのオルガン製作者たちは1850年頃まで平均律を用いようとしなかった。
しばしば議論の対象となるヨハン・ゼバスティアン・バッハ（1685年 - 1750年）の『平均律クラヴィーア曲集』（独原題 Das Wohltemperirte Clavier ）については、かつてはバッハが平均律を用いれば、オクターヴの12の音を主音とする24の長短調で作曲できることを示したものとされていた。その後、20世紀後半に古楽研究が進むにつれて中全音律をはじめとする古典調律への関心が高まり、Wohltemperirteとは『よく調整された音律』という意味であり、必ずしも平均律を意味するものではなく、むしろバッハが意図したのはヴェルクマイスターの調律法のような、全ての調が演奏可能な不均等律であるという考えが一般的となっている。
20世紀に広まった無調の音楽、特に十二音技法は、全ての半音を均等に扱う平均律の性質との結び付きが強い。
現在では、平均律は標準的な音律としての地位を確立している。電子オルガン、シンセサイザーなどの電子楽器も平均律を基準にしているものが多い（ただし、電子楽器では近年、古典調律、さらには自由な調律法に変更可能な機能を持つものが増えている）。しかし、平均律が標準であるとはいえ、鍵盤楽器などの音高の固定された楽器を除けば、常にそれに従うわけではない。音律の設定はあらゆる楽器にとって重要なこととは限らない。声楽はもちろんヴァイオリンなどのフレットの無い弦楽器や、金管楽器などでは、演奏時に奏者の様々な微調節が行われることが多い。ギターなどフレットを備えた弦楽器ではチョーキングと呼ばれる弦の押さえ方、音孔を備えた木管楽器でも口の形によるアンブシュア等奏法上の工夫で調節がなされる。先述の鍵盤楽器でも楽器にピッチベンドという機能が備わっていれば演奏中に固定された音高から一時的にずらすことが可能である。

### 批判
十二平均律に対しては、以下のような批判がある。
- ジャン＝ジャック・ルソーはその著作『近代音楽論究[9]』で十二平均律を批判している。
- グスタフ・マーラーは、中全音律の調律がされなくなったことは西洋音楽にとって大きな損失だと嘆いた。
- フランツ・ヴュルナーは、1875年に発表した『コールユーブンゲン』の序文において、本作の練習の際には初めは楽器を用いずに行い、最後に伴奏を付けるべきであるがその際には平均律によるピアノを用いてはならないと戒め、「平均律によるピアノを頼りにしては、正しい音程は望めない」と批判している。
- マックス・ヴェーバーは『音楽社会学[10][11][12]』（1910年頃）で、ピアノで音感訓練を行なうようになった事で精微な聴覚が得られないことは明らかだと記述した。
- ハリー・パーチ、ルー・ハリソン、ラ・モンテ・ヤングなど、現代音楽で十二平均律を使用しない試みがなされている。

## 十二平均律以外の平均律
理論的追求から、1オクターヴを12等分するよりもさらに微細な分割をする様々な平均律も作られている。これらの音階は主に微分音やゼンハーモニック音楽の文脈で活用される。
ボーザンケット（R.H.M.Bosanquet）は1876年に53平均律を用いて1オクターヴに53の鍵盤を持つ楽器を発表したが演奏が困難で実用されたとは言い難い。
現在のトルコ古典音楽では、9:8の音程比の全音を9等分した音程を最小の音程として使う。9:8すなわち約203.910セントの全音を9等分した音程は約22.657セント、53平均律の1律は約22.642セントであり、これは事実上53平均律にかなり近い。
- 15平均律
- 17平均律
- 19平均律
- 22平均律（英語版）
- 31平均律
- 34平均律
- 41平均律
- 53平均律
- 72平均律（英語版）

### 12等分より少ない平均律
- 5平均律：ガムランで用いられるスレンドロは一種の5平均律である。東アフリカのウガンダで用いられる木琴も5平均律に調律されている。
- 7平均律：タイ王国古典音楽で用いられる木琴ラナート・エークは7平均律に調律される。これは西洋音楽で言うところの、いわゆる移調の便宜をはかったためにこうなったものである。また、東南アフリカのモザンビークのチョピ族の木琴も7平均律に調律されている。